# Яценко, Михаил Петрович
Михаил Петрович Яценко (9 ноября 1957, Новина, Коростенский район — 30 августа 2024) — российский философ, политолог и историк, специалист по социальной философии, геополитике и глобалистике. Доктор философских наук (2010), профессор.

## Биография
Родился 9 ноября 1957 года в с. Новина Коростенского района Житомирской области УССР.
В 1980 году окончил исторический факультет Киевского государственного университета имени Т. Г. Шевченко. Параллельно с этим окончил отделение журналистики факультета общественных профессий при университете.
В 1980—1989 годах  работал во Львовском политехническом институте.
В 1989 году переехал в Сибирь, став преподавателем гуманитарных дисциплин в Усть-Илимском экспериментальном лицее. Выполняя функции проректора по учебной работе, принимал активное участие в создании Усть-Илимского филиала Иркутского государственного педагогического университета.
В 2004 году в Сибирском государственном аэрокосмическом университете имени академика М. Ф. Решетнёва под научным руководством профессора И. А. Пфаненштиля защитил диссертацию на соискание учёной степени кандидата философских наук по теме «Историческое познание: диалектический и метафизический проекты науки» (специальность 09.00.11 — социальная философия).
В 2005—2006 годах — доцент кафедры философии Красноярского государственного технического университета.
В 2007—2021 годах — доцент, профессор кафедры глобалистики и геополитики Сибирского федерального университета.
В 2010 году в Российском государственном педагогическом университете им. А. И. Герцена защитил диссертацию на соискание учёной степени доктора философских наук по теме «Глобализация как форма организации исторического процесса» (специальность 09.00.11 — социальная философия) (научный консультант — доктор философских наук, профессор В. А. Кушелев).
В 2021—2023 годах — профессор кафедры философии, а с 2023 года — кафедры истории России, мировых и региональных цивилизаций Сибирского федерального университета.
Скоропостижно скончался 30 августа 2024 года во время рабочей поездки в Японию.

## Научная деятельность
Является автором более 120 научных публикаций, включая 11 монографий. Сфера научных интересов включала в себя социально-философские аспекты глобализации, методологию гуманитарного познания, аксиологию и гносеологию историю, философию образования, философию истории. Под его руководством были подготовлены и успешно защищены 2 докторские и 5 кандидатских диссертаций. Был членом диссертационных советов по философии и отечественной истории при Сибирском федеральном университете.

## Творческая деятельность
Издал пять авторских поэтических сборников: «Веко века» (2013), «Тоска по эху» (2014), «ПроСвет» (2017), «Сторица» (2021), «Приобщение» (2022), а также сборник рассказов. Был членом Союза писателей России. Увлекался художественной фотографией и живописью.

## Научные труды

### Диссертации
- Яценко М. П. Историческое познание: диалектический и метафизический проекты науки: Автореф. дис. ... канд. философ. наук / Сибирский государственный аэрокосмический ун-т — Красноярск, 2004. — 24 с.
- Яценко М. П. Глобализация как форма организации исторического процесса: Автореф. дис. ... докт. философ. наук / РГПУ им. А. И. Герцена — Санкт-Петербург, 2010. — 42 с.

### Монографии
- Яценко М. П., Пфаненштиль И. А. Аксиологические особенности гносеологической сущности истории. Красноярск, 2003. 238 с.
- Яценко М. П. Историческое познание в условиях глобализации. Красноярск, 2006. 520 с.
- Яценко М. П. Глобализация как форма организации исторического процесса. Красноярск, 2008. 338 с.
- Яценко М. П. Аксиологические аспекты истории в эпоху глобализации. Красноярск, 2013. 323 с.
- Яценко М. П., Пфаненштиль И. А., Яркова Н. А., Максимов С. В., Шепелева Ю. С., Рахинский Д. В. Русский мир: историко-философские аспекты истоков и перспектив. Ульяновск, 2018. 302 с.
- Яценко М. П., Пфаненштиль И. А., Яркова Н. А., Белгородская Л. В., Коновалова О. В. и др. Русский мир. Красноярск, 2018. 226 с.
- Яценко М. П., Пфаненштиль И. А., Максимов С. В., Молодых Л. Л. Противостояние России и Запада в условиях глобальных геополитических трансформаций: социально-философский анализ. Красноярск, 2019. 390 с.
- Яценко М. П., Андюсев Б. Е., Анисимова Л. Ю., Ахтамов Е. А., Быконя Г. Ф. и др. История Земли Шушенской. Красноярск, 2020. 380 с.
- Яценко М. П., Пфаненштиль И. А., Макарчук И. Ю, Максимов С. В., Молодых Л. Л. Восточный геополитический узел в контексте баланса сверхдержав. Красноярск, 2021. 388 с.
- Яценко М. П., Андюсев Б. Е., Артамонова Н. Я., Барсукова Н. В., Буданова Л. Ю. и др. Великая Отечественная война в истории Енисейской Сибири. Том 3. 1943 год. Красноярск, 2023. 340 с.
- Яценко М. П., Пфаненштиль И. А., Никуленков В. В., Молодых Л. Л. Геополитика конфликтного сотрудничества на примере взаимоотношений России и Турции. Красноярск, 2024. 352 с.

### Учебные пособия
- Яценко М. П., Пфаненштиль И. А. Философия. Учебное пособие для студентов высшей школы. Красноярск, 2010. 147 с.
- Яценко М. П., Максимов С. В. Иностранцы на военной службе в России: историко-философский аспект. Красноярск, 2019. 178 с.
- Яценко М. П., Максимов С. В. Философия науки и техники. Красноярск, 2020. 120 с.